# فیلیپو رانوکیا

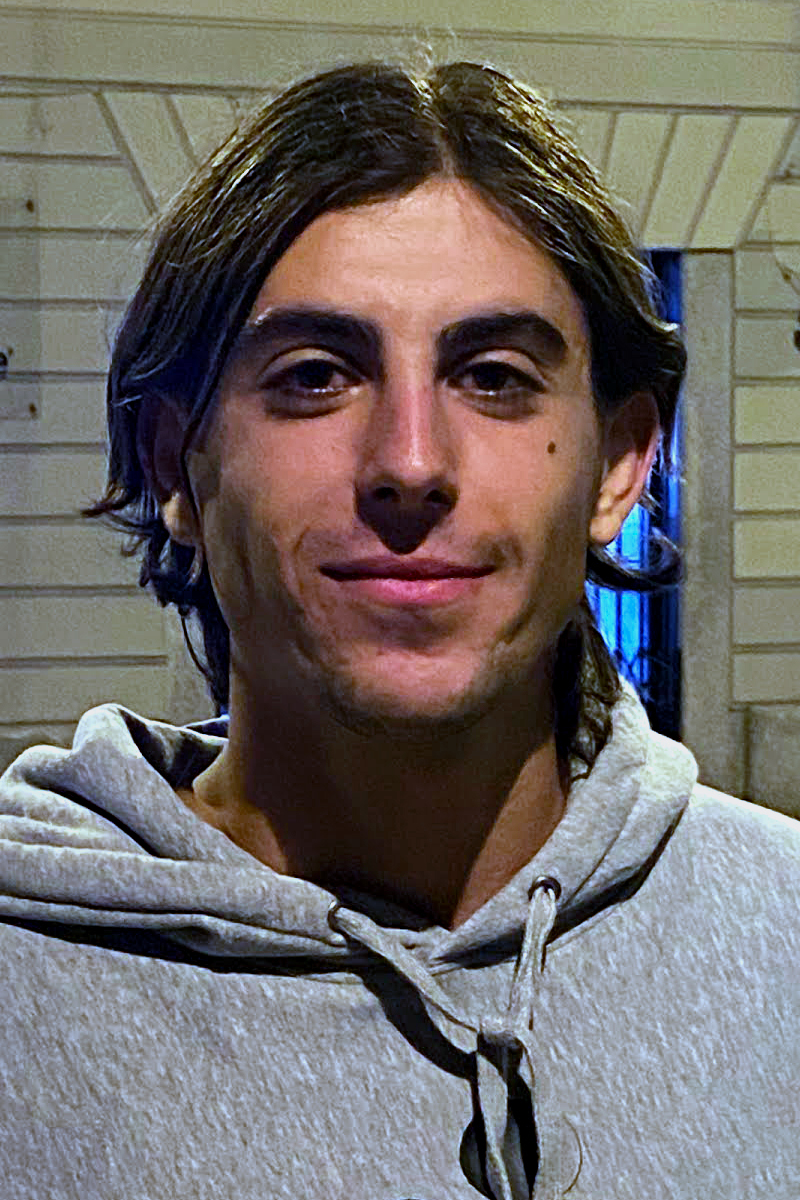
فیلیپو رانوکیا در مونزا، پس از بازی آث مونزا مقابل میلان در سری آ ۲۰۲۲–۲۳

فیلیپو رانوکیا (انگلیسی: Filippo Ranocchia؛ زادهٔ ۱۴ مهٔ ۲۰۰۱) بازیکن فوتبال اهل ایتالیا است که به صورت قرضی برای باشگاه مونتزا بازی می‌کند.
وی همچنین در تیم‌های ملی فوتبال زیر ۲۰ سال ایتالیا و زیر ۲۱ سال ایتالیا بازی کرده است.